# Flavius Ablabius
Flavius Ablabius (görögül Αβλάβιος, Kréta, ? – Konstantinápoly, 338) a Római Birodalom consulja, politikus. Szülei, pontos születési helye és ideje ismeretlen.
Ablabius egy krétai szegény család sarja. Hatalmas vagyonra tett szert a tengeri kereskedelemből. Asia provincia vicariusa, majd I. Constantinus egyik legfontosabb belső embere lett, 329-ben megszerezte a praetorianus praefectus hivatalt, amelyet 338-as haláláig birtokolt. 331-ben consuli hivatalt viselt. Olympias nevű leányát még életében eljegyezte Flavius Iulius Constans, de végül sosem vette feleségül.
Ablabius a nagy keresztény hitvitában Athanasius mellé állt Arius ellenében, ezért II. Constantius, az ariánus császár már egy évvel Constantinus halála után (338-ban) koholt vádak alapján kivégeztette. Ablabius leányai Constans udvarában nem vesztették el rangjukat. Olympias Constans jegyese maradt, majd tíz évvel Constans halála után II. Constantius férjhez adta II. Arsak örmény királyhoz.
Ablabiust a nagy történetírók és filozófusok is megemlítik, mint Libaniosz, Eunapius, Athanasius, Zószimosz és Ammianus Marcellinus.
| Elődei: Flavius Gallicanus és Aurelius Symmachus | Consul 331 collega: Iunius Bassus | Utódai: Lucius Pacatianus és Maecilius Hilarianus |